# نووگرودوک
نووگرودوک (به لاتین: Navahrudak) یک منطقهٔ مسکونی در بلاروس است که در Navahrudak District واقع شده‌است. ناواریداک ۲۹٬۳۳۶ نفر جمعیت دارد و ۲۹۲ متر بالاتر از سطح دریا واقع شده‌است.

## خواهرخوانده
شهر البلنگ خواهرخواندهٔ نووگرودوک هست.